# Anna Nalick
Anna Christine Nalick (Glendora, 30 maart 1984) is een Amerikaanse singer-songwriter. Ze bracht haar debuutalbum, Wreck of the Day, uit in april 2005. Haar tweede album, Broken Doll & Odds & Ends, kwam juni 2011 uit.
Nalick zegt geïnspireerd te zijn door artiesten als Fiona Apple, Tori Amos, Blind Melon, John Mayer en Stevie Ray Vaughan.

## Discografie

### Album
- 2005: Wreck of the Day
- 2011: Broken Doll & Odds & Ends

### Ep
- 2008 Shine